# Moa Ilar
Moa Ilar  (* 6. Juli 1997 in Vansbro; gebürtig Olsson) ist eine schwedische Skilangläuferin.

## Werdegang
Ilar, die für den Falun Borlänge SK startet, nahm bis 2017 an Juniorenrennen teil. Im März 2014 wurde sie in Lycksele schwedische Juniorenmeisterin im Skiathlon. Bei den Nordischen Junioren-Skiweltmeisterschaften 2016 in Râșnov belegte sie den 35. Platz über 10 km Freistil und im folgenden Jahr bei den Nordischen Junioren-Skiweltmeisterschaften in Soldier Hollow den 17. Platz über 5 km Freistil, den zehnten Rang im Skiathlon und den fünften Platz mit der Staffel. Ihre ersten Rennen im Scandinavian-Cup lief sie im Dezember 2016 in Lillehammer, die sie auf dem 49. Platz im Sprint und auf dem 47. Rang über 5 km Freistil beendete. Bei den U23-Weltmeisterschaften 2018 in Goms kam sie auf den 38. Platz über 10 km klassisch, auf den 23. Rang im Skiathlon und auf den 11. Platz im Sprint. In der Saison 2018/19 erreichte sie mit vier Top-Zehn-Platzierungen, den achten Platz in der Gesamtwertung des Scandinavian-Cups. Im Januar 2019 startete sie in Ulricehamn erstmals im Weltcup und belegte dabei den 44. Platz über 10 km Freistil. Im Sommer 2019 nahm sie am Rollerski-Weltcup teil und errang dabei den vierten Platz im Gesamtweltcup. Bei den Rollerski-Weltmeisterschaften in Madona gewann sie zusammen mit Linn Sömskar die Goldmedaille im Teamsprint. In der Saison 2019/20 erreichte sie in Nes Skianlegg mit dem dritten Platz über 10 km klassisch und den zweiten Rang über 20 km Freistil ihre ersten Podestplatzierungen im Scandinavian-Cup und holte im Februar 2020 in Falun mit dem 22. Platz im 10-km-Massenstartrennen ihre ersten Weltcuppunkte. Ihre besten Ergebnisse bei den U23-Weltmeisterschaften 2020 in Oberwiesenthal waren der sechste Platz im 15-km-Massenstartrennen und der vierte Rang in der Mixed-Staffel.
In der Saison 2021/22 erreichte Ilar in Lillehammer mit dem zweiten Platz mit der Staffel ihre erste Podestplatzierung im Weltcup und belegte bei den Olympischen Winterspielen 2022 in Peking den 45. Platz im Skiathlon.

## Erfolge

### Siege bei Weltcuprennen

#### Weltcupsiege im Einzel
| Nr. | Datum             | Ort  | Disziplin                      |
| --- | ----------------- | ---- | ------------------------------ |
| 1.  | 26. November 2023 | Ruka | 20 km Freistil Massenstart     |
| 2.  | 16. März 2025     | Oslo | 10 km Freistil Individualstart |

#### Weltcupsiege im Team
| Nr. | Datum            | Ort       | Disziplin                |
| --- | ---------------- | --------- | ------------------------ |
| 1.  | 19. März 2023    | Falun     | 4 × 5 km Mixed-Staffel 1 |
| 2.  | 3. Dezember 2023 | Gällivare | 4 × 7,5 km Staffel 2     |
| 3.  | 24. Januar 2025  | Engadin   | 4 × 5 km Mixed-Staffel 3 |

### Siege im Rollerski-Weltcup

#### Siege im Einzel
| Nr. | Datum              | Ort             | Disziplin                  |
| --- | ------------------ | --------------- | -------------------------- |
| 1.  | 15. September 2019 | Ziano di Fiemme | 13 km klassisch Verfolgung |

#### Siege im Team
| Nr. | Datum           | Ort    | Disziplin             |
| --- | --------------- | ------ | --------------------- |
| 1.  | 11. August 2019 | Madona | Teamsprint Freistil 1 |

## Teilnahmen an Weltmeisterschaften und Olympischen Winterspielen

### Olympische Spiele
- 2022 Peking: 45. Platz 15 km Skiathlon

### Nordische Skiweltmeisterschaften
- 2023 Planica: 35. Platz 15 km Skiathlon
- 2025 Trondheim: 12. Platz 10 km klassisch, 14. Platz 50 km Freistil Massenstart, 17. Platz 30 km Skiathlon

## Platzierungen im Weltcup

### Weltcup-Statistik
Die Tabelle zeigt die erreichten Platzierungen im Einzelnen.
- 1.–3. Platz: Anzahl der Podiumsplatzierungen
- Top 10: Anzahl der Platzierungen unter den ersten zehn
- Punkteränge: Anzahl der Platzierungen innerhalb der Punkteränge
- Starts: Anzahl gelaufener Rennen in der jeweiligen Disziplin
- Hinweis: Bei den Distanzrennen erfolgt die Einordnung gemäß FIS.

| Platzierung               | Distanzrennen a | Distanzrennen a | Distanzrennen a | Distanzrennen a | Distanzrennen a | Skiathlon Verfolgung | Sprint | Etappen- rennen b | Gesamt | Team   | Team    |
| Platzierung               | ≤ 5 km          | ≤ 10 km         | ≤ 15 km         | ≤ 30 km         | > 30 km         | Skiathlon Verfolgung | Sprint | Etappen- rennen b | Gesamt | Sprint | Staffel |
| ------------------------- | --------------- | --------------- | --------------- | --------------- | --------------- | -------------------- | ------ | ----------------- | ------ | ------ | ------- |
| 1. Platz                  |                 | 1               |                 | 1               |                 |                      |        |                   | 2      |        | 3       |
| 2. Platz                  |                 |                 |                 |                 |                 |                      |        |                   |        |        | 2       |
| 3. Platz                  |                 | 1               |                 |                 |                 |                      |        |                   | 1      |        |         |
| Top 10                    |                 | 5               |                 | 5               |                 | 2                    | 1      |                   | 13     | 2      | 5       |
| Punkteränge               |                 | 24              | 4               | 15              | 2               | 9                    | 20     | 3                 | 77     | 2      | 6       |
| Starts                    |                 | 31              | 4               | 15              | 2               | 12                   | 22     | 4                 | 90     | 2      | 6       |
| Stand: Saisonende 2024/25 |                 |                 |                 |                 |                 |                      |        |                   |        |        |         |

### Weltcup-Gesamtplatzierungen
| Saison  | Gesamt | Gesamt | Distanz | Distanz | Sprint | Sprint |
| Saison  | Punkte | Platz  | Punkte  | Platz   | Punkte | Platz  |
| ------- | ------ | ------ | ------- | ------- | ------ | ------ |
| 2019/20 | 9      | 103.   | 9       | 70.     | -      | -      |
| 2020/21 | 31     | 70.    | 2       | 89.     | 19     | 52.    |
| 2021/22 | 162    | 34.    | 144     | 17.     | 18     | 52.    |
| 2022/23 | 720    | 28.    | 472     | 17.     | 176    | 40.    |
| 2023/24 | 1068   | 15.    | 751     | 14.     | 185    | 37.    |
| 2024/25 | 1106   | 12.    | 805     | 10.     | 139    | 40.    |